# Haribo
Haribo, en sammentrækning af Hans Riegel og Bonn, er en tysk slikproducent. Haribo er også Europas største slikproducent. Firmaet blev grundlagt i Bonn i Tyskland i 1920.
HARIBOs mest kendte produkt er nok vingummibamserne, der også er firmaets maskot i form af en gul bjørn.

## Historie
Hans Riegel grundlagde Haribo 13 December 1920 i Bonn i Tyskland, og to år senere skabte han forgængeren til succesen Guldbamser, som hed Tanzbären. I dag laver man alle mulige slags vingummi, karameller og lakrids. Efter Hans Riegels død overgik foretagendet til hans sønner Hans og Paul. Hans Riegel junior leder firmaet, mens Paul Riegel er ansvarlig for forskning og produktudvikling.
HARIBO har omkring 7.000 ansatte og fem fabrikker i Tyskland og yderligere 10 i resten af Europa. HARIBOs produkter sælges i over 100 lande.
HARIBO har et produktionsanlæg i Faxe i Danmark.
I år 2010  fejrede HARIBO Lakrids A/S 75 år i Danmark.

## Produkter
- ABC Lakrids - saltlakrids i små firkanter
- Abeguf - skum med banansmag og -form
- Black Bananas - skum, vingummi
- Chamallows - skum
- Chamallows frutti - skum med frugtsmag
- Choco Cup - skumkaramel med chokoladeovertræk
- Click Mix - et stort udvalg af HARIBO-slik i miniudgaver
- Click Mix Sour - Click Mix overtrukket med syrligt sukker
- Domino - vingummi med lakridssmag og sukker på
- Dukatos - sød lakrids
- Eldorado - vingummi med frugtsmag
- Eucalyptus - vingummi med eucalyptus
- Ferskner - gelé-agtig vingummi
- Mango - gelé-agtig vingummi
- Mango sur - gelé- agtig vingummi
- Papaya - gelé-agtig vingummi
- Guldbamser
- Happy Cola - vingummi i flaskeform og med colasmag
- Kirsebær
- Kometer - skum med jordbærsmag og sukkerovertræk
- Labre Larver - lakridsstang med sukkerdragéring
- Lakridssvesker - med smagen af lakrids med en form som en sveske.
- Maoam - forskellige frugtkarameller
- Matador Mix - Danmarks første mixpose
- Matador Dark Mix - med lakrids
- Matador Sunny Mix - med vingummier
- Mini Mix - et udvalg af bedstsælgende miniposer
- Multi Mix - blanding af kandiserede vingummier og milde lakridser
- Paletos - sød lakrids med udseende som Piratos
- Perler - Små rund vingummier med en form for glasur
- Pepito - kendt som pinnochiokugler, fremstilles som lakridsæg
- Pesetos - vingummi i møntform
- Piratos - saltlakrids
- Quality Mix - blanding af vingummi, lakridskonfekt, drage og lakrids
- Rotella - kendt som "grammofonplader"
- Saltbomber - kuglerunde lakridser med sukker
- Saltkringler - formet som kagekringler, kandiserede
- SkipperMix - saltlakrids-blanding
- Skipper Skrå - mild, blød lakrids
- Spejlæg - skum med vingummi, udseende som spejlæg
- Stjerne Mix - blanding af skum og vingummi
- Super Piratos - som Piratos, men blødere og saltet frigives anderledes
- Sutter - vingummi i sutteform
- Sweet Hearts - vingummi med lakridssmag og bund af skum
- Syrlinger - syrlige vingummier med sukker
- Top Star Mix - blanding af vingummi, skum og lakrids
- Tropi Frutti - blanding mellem vingummi og gelé
- Tudser - skum med vingummi, fås med eller uden skum, vingummierne med de originale grønne tudser, fås også i andre farver, frugt og smag og fås også i en lakridsudgave udseende som tudser
- Vampyrer - vingummi med både frugt-, farve, i forskellig farver og lakridssmag
- Zulu - halspastil-agtig med smag af menthol
- Zulu lakrids - zulu med lakridssmag

Nogle produkter som kun findes i løsvægt er ikke beskrevet og mange andre produkter som ikke er nævnt eller som ikke er blevet taget med endnu.

## Top 10-lister
Mest populære i 2005 var:[kilde mangler]
| I 10 kroners serien: 1. Matador Mix 2. Stjerne Mix 3. Vampyrer 4. Labre Larver 5. ABC Lakrids 6. Ferskner 7. Guldbamser 8. Top Star Mix 9. Pepito 10. Syrlinger | I 20 kroners serien: 1. Matador Mix 2. Click Mix 3. Stjerne Mix 4. Top Star Mix 5. Multi Mix 6. Quality Mix 7. Super Piratos 8. Guldbamser 9. Mini Mix 10. Sutter | I løsvægt (nogle af disse produkter er ikke beskrevet ovenfor): 1. Ferskner 2. Vampyrer 3. Spejlæg 4. Labre Larver 5. Bløde Bjørne 6. Kometer 7. Vingummikræs 8. Krudtugler 9. Tudser 10. Lakridskringler |

I 2021 rapporterede onlinebutikken Laberlarven, at deres mest solgte produkter var (producent angivet, hvis ikke det er Haribo):
1. Vampyrer
2. Center Original (produceret af Cloetta)
3. Ferskner
4. Sukker Jordbær (produceret af Malaco)
5. Sommerfugle
6. Brio Karamel (produceret af Malaco)
7. Perler
8. Kirsebær
9. P-tærter (produceret af Carletti)
10. Bløde Bjørne